# Калгари (аэропорт)
Междунаро́дный аэропо́рт Ка́лгари — аэропорт в Канаде, обслуживающий город Калгари и прилегающие территории.

## История
Первый аэропорт начал работу в 1914 году. Его первоначальное название — «Маккол-Филд» (англ. McCall Field), в честь известного канадского летчика-аса Первой мировой войны Фредерика Маккола.
На нынешнее местоположение аэропорт переехал в 1939 году.
Во время Второй мировой войны правительство Канады использовало аэропорт как государственную авиабазу. За это время были построены новые взлётно-посадочные полосы и ангары для самолётов. После войны город Калгари вернул себе контроль над аэропортом. 
В 1956 году был открыт новый терминал аэропорта, который функционировал следующие 21 год. У аэропорта возникли затруднения с адаптацией к новой эпохе реактивных самолётов. У города не хватало средств, чтобы профинансировать необходимые улучшения, и в 1966 году аэропорт был продан федеральному правительству за 2 миллиона долларов. 
В 1966 году аэропорт получил название «Международный аэропорт Калгари».

## Галерея

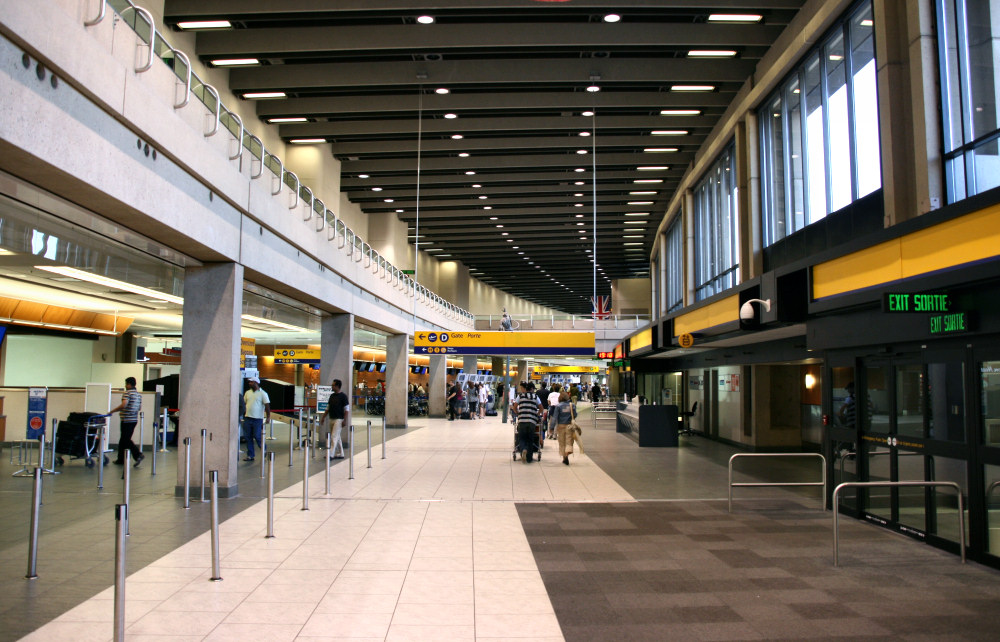
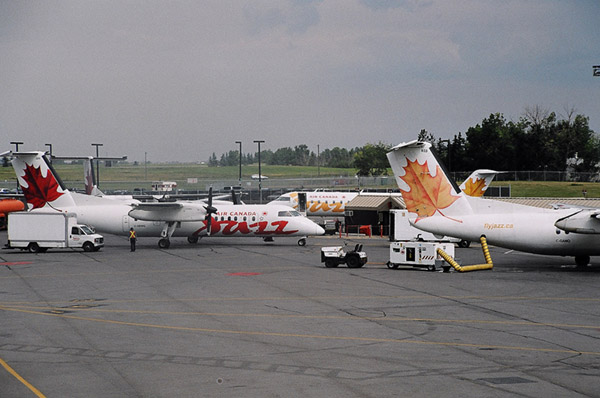
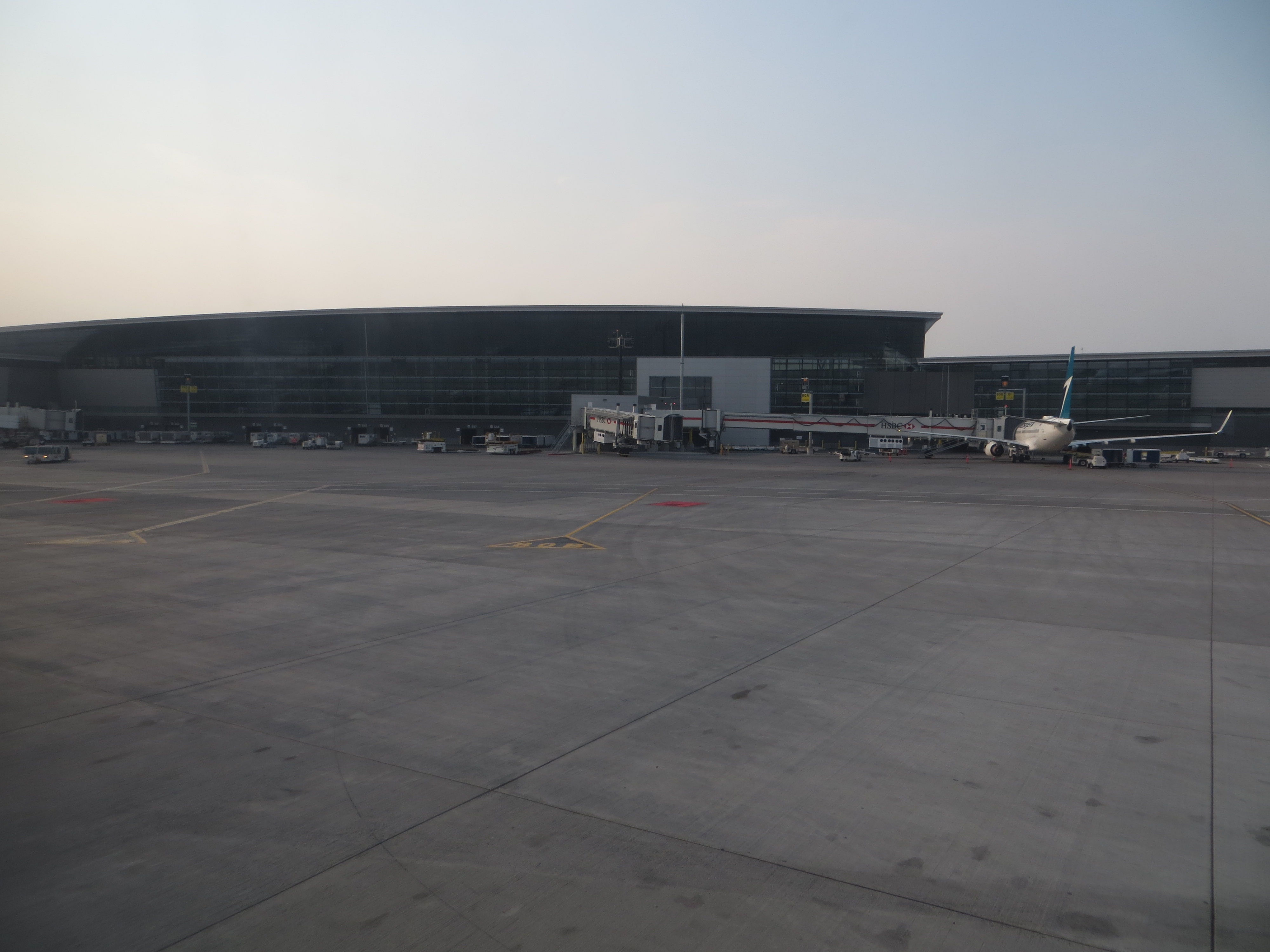
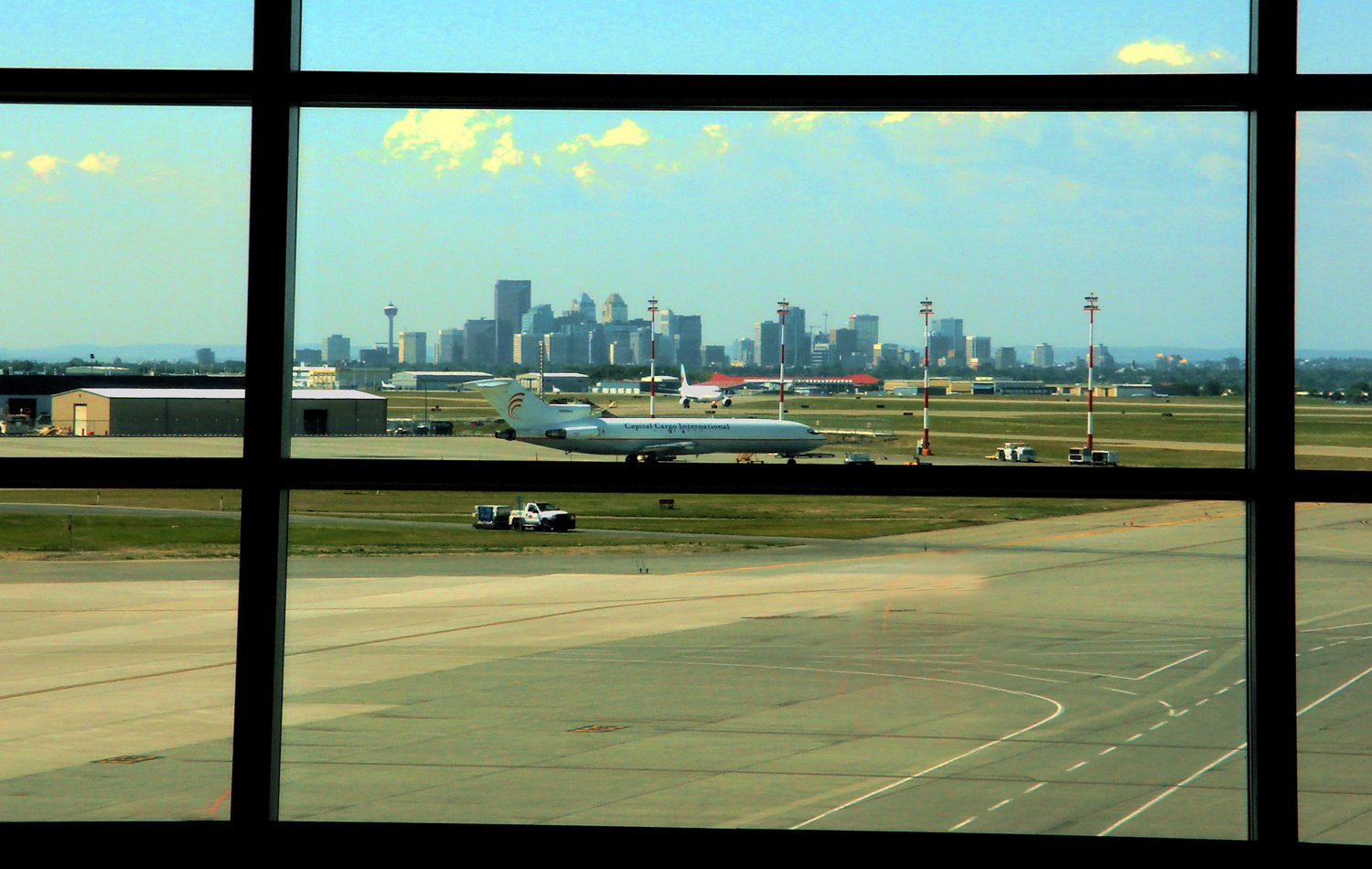